# Soulfly (album)
Soulfly je první album stejnojmenné brazilské etno-metalové hudební skupiny Soulfly, vydané 21. dubna 1998 společností Roadrunner Records. Toto album obsahuje 15 písní + 3 bonusové písně, zahrnuté v limitované edici.

## Seznam písní
1. Eye For An Eye (feat Burton C. Bell a Dino Cazares)
2. No Hope = No Fear
3. Bleed (feat Fred Durst a DJ Lethal)
4. Tribe
5. Bumba (feat Los Hooligans)
6. First Commandment (feat Chino Moreno)
7. Bumbklaatt
8. Soulfly
9. Umbabarauma (feat Los Hooligans)
10. Quilombo (fear Benji and DJ Lethal)
11. Fire
12. The Song Remains Insane
13. No (with Christian Olde Wolbers)
14. Predjudice (with Benji)
15. Karmageddon
16. Cangaceiro (Bonus track pouze v limitované edici)
17. Ain't No Feeble Bastard (Discharge cover) (Bonus track pouze v limitované edici)
18. The Possibility of Life's Destruction (Discharge cover) (Bonus track pouze v limitované edici)